# Atalanta (irmã de Pérdicas)
Atalanta foi uma irmã de Pérdicas. Seu irmão era um general de Alexandre, o Grande e tornou-se regente do império após a morte do rei, mas acabou sendo assassinato. Atalanta foi assassinada junto de vários amigos de Pérdicas, após a morte deste.

## Família
Pérdicas, cujo pai se chamava Orontes, tinha um irmão, Alcetas, e uma irmã, Atalanta, casada com Átalo.

## Regência de Pérdicas
Após a morte de Alexandre, quando Pérdicas era o regente do império de Alexandre [carece de fontes?] e planejava se casar com Niceia, filha de Antípatro, ou com Cleópatra, filha de Olímpia, Cinane trouxe sua filha Adea, mais tarde chamada Eurídice, para que ela se casasse com Filipe Arrideu, mas Pérdicas e seu irmão Alcetas assassinaram Cinane, poucos dias após o casamento de Pérdicas com Niceia.
Houve tanta indignação na Macedônia pela morte de Cinane que o casamento acabou sendo feito, inclusive com a influência de Pérdicas. O assassinato de Cinane serviu para que Antígono Monoftalmo, refugiado na Macedônia, junto de Antípatro e Crátero, se revoltassem contra Pérdicas.
Quando Crátero e Antípatro, após haverem derrotado a rebelião dos gregos, se dirigiram à Ásia para lutar contra Pérdicas, este indicou Eumenes comandante das forças da Capadócia e Armênia,  e mandou que Alcetas e Neoptólemo obedecessem a Eumenes. Alcetas se recusou a combater, com o argumento de que os macedônios da tropa poderiam passar para o lado de Crátero e Antípatro, mas Neoptólemo planejou traição, mas foi detectado, e preparou-se para a batalha. A infantaria de Eumenes foi derrotada, mas sua cavalaria venceu e pôs as tropas de Neoptólemo em fuga, e ele capturou e exigiu a rendição das tropas.

## Assassinato
Após a morte de Pérdicas e a chegada de notícias sobre a vitória de Eumenes da Cárdia sobre Crátero e Neoptólemo, os macedônios sentenciaram à morte Eumenes e todos os partidários de Pérdicas, inclusive Alcetas. Vários amigos de Pérdicas foram assassinados, inclusive sua irmã Atalanta. Segundo Symon, o assassinato ocorreu em 423 a.C..
Após uma derrota militar, Alcetas se refugiou em Termesso  e foi traído pelos ancião da cidade, que o assassinaram.

## Filhas
As filhas de Alcetas  estavam no grupo que acompanhou Olímpia a Pidna; o grupo era formado do filho de Alexandre, Roxana, Tessalônica, filha de Filipe, Deidamia, irmã de Pirro, as filhas de Átalo e outros parentes de amigos de Olímpia.